# Yvonne Vera
Yvonne Vera, née le 19 septembre 1964 à Bulawayo en Rhodésie du Sud et morte le 7 avril 2005 à Toronto, est une écrivaine du Zimbabwe.

## Biographie
Yvonne Vera est née en Rhodésie du Sud alors britannique, devenue plus tard le Zimbabwe. Elle a d’abord travaillé dans des champs de coton dès l’âge de huit ans, près de la ville de Chegutu. Elle étudie ensuite la littérature anglaise à l'Université York, à Toronto, où elle décroche un doctorat. Elle devient enseignante dans cette université et se marie en 1987.
Revenue au Zimbabwe en 1995, elle devient en 1997 directrice de la Galerie nationale du Zimbabwe à Bulawayo (National Gallery of Zimbabwe). Atteinte du SIDA, elle retourne en 2004 au Canada, où elle meurt le 7 avril 2005 d'une méningite,.

## Œuvre littéraire
Yvonne Vera fait partie d’un groupe d’auteurs africains, comprenant Wilson Katiyo, Chenjerai Hove et Charles Mungoshi, qui utilise la tradition orale des campagnes shona pour véhiculer un message de résistance à la suprématie blanche sur l’ancienne Rhodésie.
Passionnée et lyrique, l’œuvre d’Yvonne Vera aborde les thèmes du viol, de l’inceste et de l’infanticide, mettant l’accent sur l’inégalité entre hommes et femmes dans son pays, avant comme après l’indépendance.

## Œuvres d'Yvonne Vera
- (en) Why Don't You Carve Other Animals, 1992.
- (en) Nehanda, 1993.
- (en) Without a Name, 1994.
- (en) Under the Tongue, 1997.
- (en) Butterfly Burning, 2000.
- (en) The Stone Virgins, 2002.